# Piotr Verzílov
Piotr Yúrievich Verzílov (en ruso: Пётр Ю́рьевич Верзи́лов; Moscú, 25 de octubre de 1987) es un artista y activista ruso-canadiense que saltó a la fama como portavoz no oficial de la banda Pussy Riot cuando fue arrestado y encarcelado por el estado ruso en 2012. Verzílov ha estado casado con la miembro de Pussy Riot Nadezhda Tolokónnikova.
Verzílov invadió la cancha durante la final de la Copa Mundial de Fútbol de 2018 y fue empujado por el jugador croata Dejan Lovren, antes de que el personal de seguridad lo escoltara.

## Biografía
Nacido en Moscú, Verzílov vivió en Canadá cuando era niño, asistió a la escuela en Toronto entre 1999 y 2003. Regresó a Rusia para completar su educación escolar, luego estudió filosofía en la Universidad Estatal de Moscú. «Siempre vi mi futuro en Rusia. Soy un hombre ruso. Me inspira el idioma ruso, la realidad rusa», dijo más tarde al Toronto Star. Sin embargo, debido a su residencia, Verzílov obtuvo un pasaporte canadiense y derechos de residencia.
Verzílov conoció a Nadezhda Tolokónnikova en la universidad. Ambos se hicieron conocidos por sus escandalosas representaciones artísticas como parte del grupo de artes escénicas Voiná. Esto incluyó la filmación de actos sexuales en público en un museo biológico de Moscú para protestar contra el llamado del presidente para aumentar la reproducción, en 2008, cuando su esposa estaba muy embarazada. Después de que Voiná se separó en 2009, la facción de San Petersburgo acusó a Verzílov de ser un informante policial. Verzílov describió más tarde estas acusaciones como «mentiras; brutales y viejas mentiras», y las culpó de la «muy desagradable ruptura» de Voiná.
En julio de 2010, al concluir un juicio contra dos curadores de galerías de arte en un tribunal de Moscú, Verzílov irrumpió y soltó una bolsa de cucarachas vivas.
Verzílov participó en la Euromaidán en Kiev, Ucrania, en diciembre de 2013.

### Pussy Riot
La exesposa de Verzílov, Nadezhda Tolokónnikova, es miembro del grupo de punk feminista ruso Pussy Riot que, en febrero de 2012, organizó una protesta dentro de la Catedral de Cristo Salvador de Moscú. El 17 de agosto, Tolokónnikova y otras dos miembros fueron condenadas a dos años de prisión por «vandalismo». Después de su arresto y encarcelamiento, Verzílov se convirtió en un destacado representante y portavoz de Pussy Riot.
Presionó a la cantante Madonna para que le apoyara antes de su concierto en Moscú de 2012. El 14 de septiembre de 2012, Verzílov fue entrevistado por Zeinab Badawi de la BBC para el programa HARDTalk. En septiembre de ese año, Verzílov aceptó la beca LennonOno para la paz de Yoko Ono, en nombre de Pussy Riot, en una ceremonia en Nueva York.
Sin embargo, en octubre de 2012, las miembros encarceladas de Pussy Riot publicaron una carta, a través de su abogado, en la que repudiaban a Verzílov como portavoz. Dijeron que había «tomado la representación y la toma de decisiones de Pussy Riot» y había tergiversado sus puntos de vista. «La única persona que puede representar legítimamente al grupo es una chica con pasamontañas», afirmaron. Las acciones de Verzílov fueron «traicioneras para el punk».
También se encuentra entre los fundadores del sitio web de noticias de Pussy Riot, MediaZona, que desde 2014 ha informado críticamente sobre el sistema legal y la práctica de aplicación de la ley en Rusia.
A mediados de julio de 2018, junto con Veronika Nikúlshina, Olga Pajtúsova y Olga Kurachiova, fue encarcelado durante 15 días después de invadir la cancha con uniformes de policía falsos durante la final de la Copa Mundial de Fútbol de 2018. El juez también prohibió a los cuatro asistir a eventos deportivos durante tres años.
El 21 de junio de 2020, Verzílov fue sacado de su apartamento y detenido por la policía por supuestamente organizar disturbios en julio de 2019.

## Envenenamiento
El 12 de septiembre de 2018, medios de comunicación informaron que Verzílov había sido hospitalizado y se encontraba en estado crítico en el departamento de toxicología del Hospital Clínico de la ciudad de Bajrushin en Moscú. Los médicos de la clínica sugirieron una sobredosis o envenenamiento con medicamentos anticolinérgicos, que se usan para tratar una variedad de afecciones, como mareos, úlceras, insomnio y asma. Sus familiares sospechaban que el envenenamiento era la causa, diciendo que él no tomaba ese medicamento. La hospitalización tuvo lugar justo después de haber visitado los procedimientos judiciales contra una miembro de Pussy Riot, Veronika Nikúlshina, en el Tribunal Basmanny de Moscú, y una entrevista crítica sobre el sistema legal ruso concedida al canal de televisión Al Jazeera. En cuanto a su trabajo para MediaZone, estaba a punto de recibir un informe periodístico final sobre las investigaciones sobre el asesinato de tres periodistas rusos en la República Centroafricana en julio de 2018, según el periódico ruso Nóvaya Gazeta.
El 14 de septiembre, fue trasladado a la clínica especializada del Instituto Sklifosovsky en Moscú. El 15 de septiembre, fue trasladado en avión a Berlín, Alemania, para recibir más atención médica y ser examinado en el hospital Charité. El 17 de septiembre, se informó que Verzílov se estaba recuperando gradualmente. El 18 de septiembre, los médicos del hospital alemán dijeron en un comunicado que era «muy probable» que Verzílov hubiera sido envenenado, que se estaba investigando la causa, pero que iba a recuperarse por completo. En un comunicado del mismo día, el grupo Pussy Riot afirmó que Verzílov todavía estaba muy confundido y acusaron al gobierno ruso de envenenamiento. También señalaron que el veneno estaba diseñado para salir rápidamente del cuerpo de la víctima, por lo que sería difícil probar los detalles exactos.

## Vida personal
Verzílov estaba casado con la miembro de Pussy Riot, Nadezhda Tolokónnikova. Tienen una hija, Guera, nacida cerca de 2008. Tolokónnikova y Verzílov ahora están divorciados.